# Si scrive schiavitù si legge libertà
Si scrive schiavitù si legge libertà è un singolo del rapper italiano Fedez, pubblicato il 29 gennaio 2013 come primo estratto dal terzo album in studio Sig. Brainwash - L'arte di accontentare.

## Tracce
1. Si scrive schiavitù si legge libertà – 3:14 (testo: Federico Lucia – musica: Fausto Cogliati)

## Classifiche
| Classifica (2013) | Posizione massima |
| ----------------- | ----------------- |
| Italia            | 11                |